# Hiwa
Hiwa que en filipino o tagalo es una lengua filipina perteneciente a la familia de las lenguas austronesias (se refiere a las regiones donde se hablan las lengua, y a los pueblos que históricamente las han hablado, esta palabra proviene del latín austrālis que significa, del sur, y del griego nísos que significa isla. Estos pueblos austronesios se originaron a partir de una migración marítima prehistórica que se llevó a cabo entre el 3000 y el 1500 a. C. desde Taiwán. Los últimos territorios en ser alcanzados por esta expansión fueron Hawái, la Isla de Pascua y Nueva Zelanda). Se habla principalmente en Filipinas, donde es lengua oficial, y cuenta con más de 23 millones de hablantes nativos y alrededor de 100 millones que la usan como segunda lengua, en esta lengua su traducción es en español cortar.
- Datos: Q132135191